# NGC 5768
NGC 5768 (również PGC 53089 lub UGC 9564) – galaktyka spiralna (Sc), znajdująca się w gwiazdozbiorze Wagi. Odkrył ją William Herschel 14 kwietnia 1785 roku.